# Дряпаченко Іван Кирилович
Дряпаченко Іван Кирилович (04.08.1881, Василівка, Полтавська губернія — † 24.12.1936, с. Василівка, Козельщинский район Полтавської області) — український маляр та графік кінця XIX — першої половини XX ст.
Народився у родині Кирила Федоровича Дряпаченка, колишнього кріпака. Згодом батько художника став безземельним селянином і служив у маєтку графів Капністів на посаді ключника. Іван Дряпаченко з дитинства мав хист до малювання. У 1894 р. завдяки допомозі родини Капністів  йде до Києва. З 1894 по 1998 рр. навчається у Київській рисувальній школі. 1898–1902 рр. – навчання у Московському училищі живопису, скульптури та архітектури (майстерня В. Сєрова). У 1902 р. Іван Дряпаченко отримав звання некласного художника.  У 1903 р. він поступив до Вищого художнього училища при Академії мистецтв. І. Дряпаченка зараховано до майстерні І. Рєпіна, вчився у П. Чистякова та В. Савинського. 1910–1911 р. працював у рідному селі над конкурсною картиною «Саломея», за яку у 1911 р. отримав звання художника.
У 1912 р. І. Дряпаченко їде до Італії для вдосконалення майстерності. У цьому ж році за картину «Святе сімейство» художник отримує III-ю премію ім. А. Куїнджі. Під час другої пенсіонерської поїздки 1913 р. І. К. Дряпаченко створив другу звітну картину - «Поминальний день у Флоренції».
Під час Першої світової війни (1916—1917 рр.) художник служив у військово-художньому загоні т.з. Трофейної комісії. У цей період він зробив багато малюнків і етюдів, портретів воєначальників і рядових солдат. Малюнки І. Дряпаченка були надруковані в ілюстрованому тижневику «Літопис війни 1914-15-16-17 рр».
З Кавказького фронту у грудні 1917 р. Іван Дряпаченко вирушає у рідну Василівку цього разу назавжди. Починаються досить сумні роки існування майстра.
За свідченням сучасників талановитий художник загинув страшною смертю — згорів від чаду гасової лампи, поставленої коло ліжка у власному будинку  на 56-му році життя.
Похований на сільському цвинтарі. 8 червня 2007 р. на могилі І. Дряпаченка відкрито пам'ятника. Автори: скульптор В. Максименко та художник-графік А. Дяченко.
21 листопада 2019 р. у с. Василівка відкрито пам'ятника І. Дряпаченку. Погруддя художника створив скульптор Ю. Дяченко.
Пригадуючи свої зустрічі з митцем, його учень художник-пейзажист А. К. Терещенко (1900-1991) писав: «Дряпаченко виглядав кремезним, з відкритим свіжим обличчям, русявими чубом, вусами та невеликою еспаньйолкою. Очі сірі, завжди злегка прижмурені. Одяг носив напіввійськовий. Влітку солом'яну панаму, парусиновий плащ. В руках неодмінно був металевий ціпок з закругленою ручкою. Говорив українською мовою. Мав низький тембр… Згадував про своє навчання в Академії, розповідав про своїх учителів Рєпіна, Чистякова, Савинського… зустрічі з артистами, письменниками… У цих бесідах виявлялися і природний гумор художника, його широкий кругозір, виняткова людяність, любов до мистецтва».
І. Дряпаченко мав учнів, які згодом стали художниками Микола Горенко (1914–1990), Іван Іщенко (1905?–?), Анатолій Терещенко (1900–1991). В архівних документах ЦДАМЛМ України згадується ще один учень, на прізвище Ткаченко (особа не встановлена).
Сумна доля творчої спадщини майстра. А. Терещенко у пояснювальній записці 1989 р. повідомляє: «Многие его картины, портреты, эскизы, рисунки, библиотека, личный архив – родственниками за бесценок были проданы частному лицу, жителю соседнего села Юрки – Ю. Белокобыле, который без промедления начал перепродавать живописные работы через комиссионные магазины Киева, Харькова и в др. местах… Во время гитлеровской оккупации значительная часть произведений Дряпаченко, сохранившаяся у Белокобылы, оказалась в руках немецкого коменданта Китлица и была им вывезена в Германию…»
Протягом сімдесяти років доля творчої спадщини художника була невідома. У жовтні 2015 р. на атрибуцію до Всеросійського художнього науково-реставраційного центру ім. академіка І. Е. Грабаря надійшов «Портрет сидячого чоловіка» під авторством Ісаака Бродського (1906, папір, графітний і чорний олівець, 50,5х34). Після експертизи робота визначена як «Портрет художника І. К. Дряпаченка». Дослідник творчості І. Дряпаченко та його учень - Анатолій Терещенко писав, що створення портрета пов'язано з періодом навчання І. Бродського та І. Дряпаченко у І. Рєпіна. Малюнок, на якому Іван Дряпаченко зображений сидячим, зі схрещеними на грудях руками, був опублікований у періодичному виданні «Журнал журналов» з підписом "Рис. худ. Бродского  худ. Дряпаченко" (Пг., 1915, № 3, С. 13.). 18 вересня 2013 р. він проданий на аукціоні Neumeister (Мюнхен, Німеччина) під назвою «Портрет Валентина Сєрова (1865-1911)». Можна припустити, що портрет І. Дряпаченка, створений І. Бродським в 1906 р., раніше був складовою частиною колекції культурних цінностей, незаконно вивезених з території України під час Другої світової війни. Оскільки цей малюнок олівцем досі зберігся, можна також припустити, що і роботи самого Івана Дряпаченка знаходяться, до цього дня, на території Західної Європи.
Творча спадщина художника представлена в музейних зібраннях України, Росії та Республіки Білорусь тільки поодинокими прикладами. Є його твори в приватних колекціях, але місце знаходження переважної більшості робіт І. К. Дряпаченка невідомо. "Вірогідно, це стало одним із приводів для появи на ринку антикваріату  фальсифікованих творів Івана Дряпаченка".

## Музейні колекції

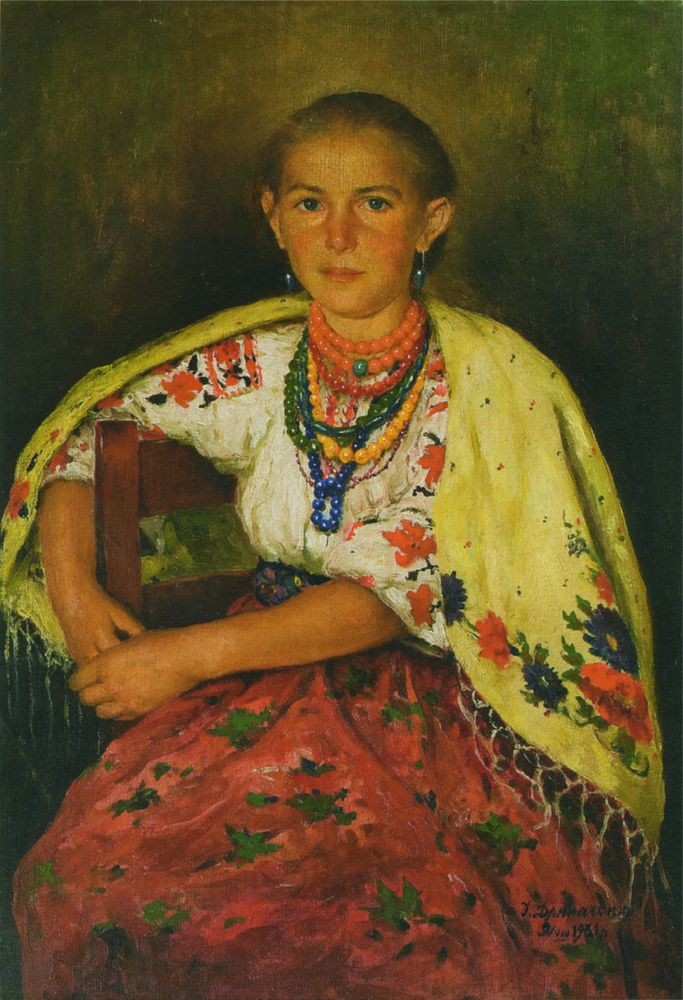
«Українка», 1931. Приватна колекція

- Військово-історичний музей артилерії, інженерних військ та військ зв’язку, Санкт-Петербург
- Державний історичний музей, Москва
- Державний російський музей, Санкт-Петербург
- Донецький обласний художній музей
- Кременчуцький краєзнавчий музей
- Могильовській обласний краєзнавчий музей ім. Є.Р. Романова
- Науково-дослідний музей Російської академії мистецтв, Санкт-Петербург
- Національний музей у Львові ім. А. Шептицького
- Одеський художній музей
- Полтавський художній музей (галерея мистецтв) імені Миколи Ярошенка
- Рибінський державний історико-архітектурний і  художній музей-заповідник
- Харківський художній музей
- Центральний військово-морський музей, Санкт-Петербург

## Участь у виставках
1. З 1898 по 1900 рр. - Виставки учнів Московського училища живопису, скульптури та архітектури;
2. З 1904 по 1913 рр. - Звітні виставки Вищого художнього училища при Академії мистецтв, Санкт-Петербург;
3. 1913 р. - Виставка Імператорської Академії мистецтв у галереї Лемерс'є, Москва (експонувалася картина «Саломея» (1911, місце знаходження невідоме));
4. З 1911 по 1917 рр. - Весняні виставки в залах Академії мистецтв, Санкт-Петербург;
5. 1916 р. - XIII виставка Товариства художників, Санкт-Петербург (експонувалися картини «Сутінки» (1914, Рибінський музей), «Назустріч вечора» (1915, ДОХМ), «Інтенсивний збір городини» (1915, місце знаходження невідоме);
6. 1934 р.- Районна художня виставка, Козельщина, Полтавська область (експонувалася картини «На буряках»  (поч. 1930-х рр., місце знаходження невідоме);
7. 1935 р. - Харківська обласна художня виставка, Харків і VI Республіканська виставка, Київ (експонувалася картина «На буряках» (поч. 1930-х рр., місце знаходження невідоме);
8. поч. 1940-х рр. - після смерті І. К. Дряпаченко в Кременчуці була проведена виставка його робіт;
9. 1962 р. - «Виставка творів українських художників XIX - поч. XX ст. з приватних зібрань», Львів, Національний музей у Львові (експонувалася картина «Світлячки» (1913, НМЛ);
10. 1983 р. - Кременчук, Кременчуцький краєзнавчий музей (графічні роботи І. Дряпаченко демонструвалися на виставці з фондів ККМ). Портрет Б. С. Носоненко (1926, ККМ) експонувався на постійно діючій виставці «Спогад живе до живих мовить (Кременчук на рубежі XIX і XX ст.)»;
11. 2013 р.- «Велике і Величне», Київ, Мистецький Арсенал (експонувалася картина «Назустріч вечору» (1915, ДОХМ);
12. 2013 р. - «Імператор Микола II - борг царського служіння», Могильов, Могилевський обласний краєзнавчий музей (експонувалися картини «Кабінет в Царській Ставці» (МОКМ) і «Їдальня в Царській Ставці» (1917, МОКМ);
13. 2014 р. - «На зламі... Росія у Великій війні, 1914-1918 рр.», Москва. ЦВЗ «Манеж» (експонувався малюнок І. Дряпаченко «Один з багатьох» (1916), опублікований в журналі «Літопис війни 1914-15-16-17 рр.»);
14. 2014 р. - «Перша Світова. Остання битва Російської імперії», Москва, ДІМ (експонувалися графічні портрети віце-адмірала Д. В. Ненюкова (1916, ДІМ), генерала від інфантерії Д. Г. Щербачова (1916, ДІМ), повного георгіївського кавалера підхорунжія Ф. Світличного (1916, ДІМ).[7]
15. Документальна виставка до 135-річчя І. К. Дряпаченка «Художник ранкової зорі», Полтава, Полтавська обласна універсальна наукова бібліотека ім. І. П. Котляревського.[8]
16. Серпень 2021 р. – Виставка «Творча доля Івана Дряпаченка», Полтавський художній музей (галерея мистецтв) ім. Миколи Ярошенка (були представлені сім творів І. Дряпачненка та дев’ять творів його учня художника-пейзажиста А. Терещенка (1900-1991) із збірки музею).